# Sphyraena flavicauda
Sphyraena flavicauda là một loài cá thuộc họ Cá nhồng được tìm thấy ở Ấn Độ Dương-Thái Bình Dương. Nó có thân dài đến 60 cm.
Thân có hai sọc màu từ nâu đến vàng hơi nâu dọc, vây đuôi có màu hơi vàng. Chúng bơi theo bầy và chỉ ăn các loài cá khác.

## Hình ảnh

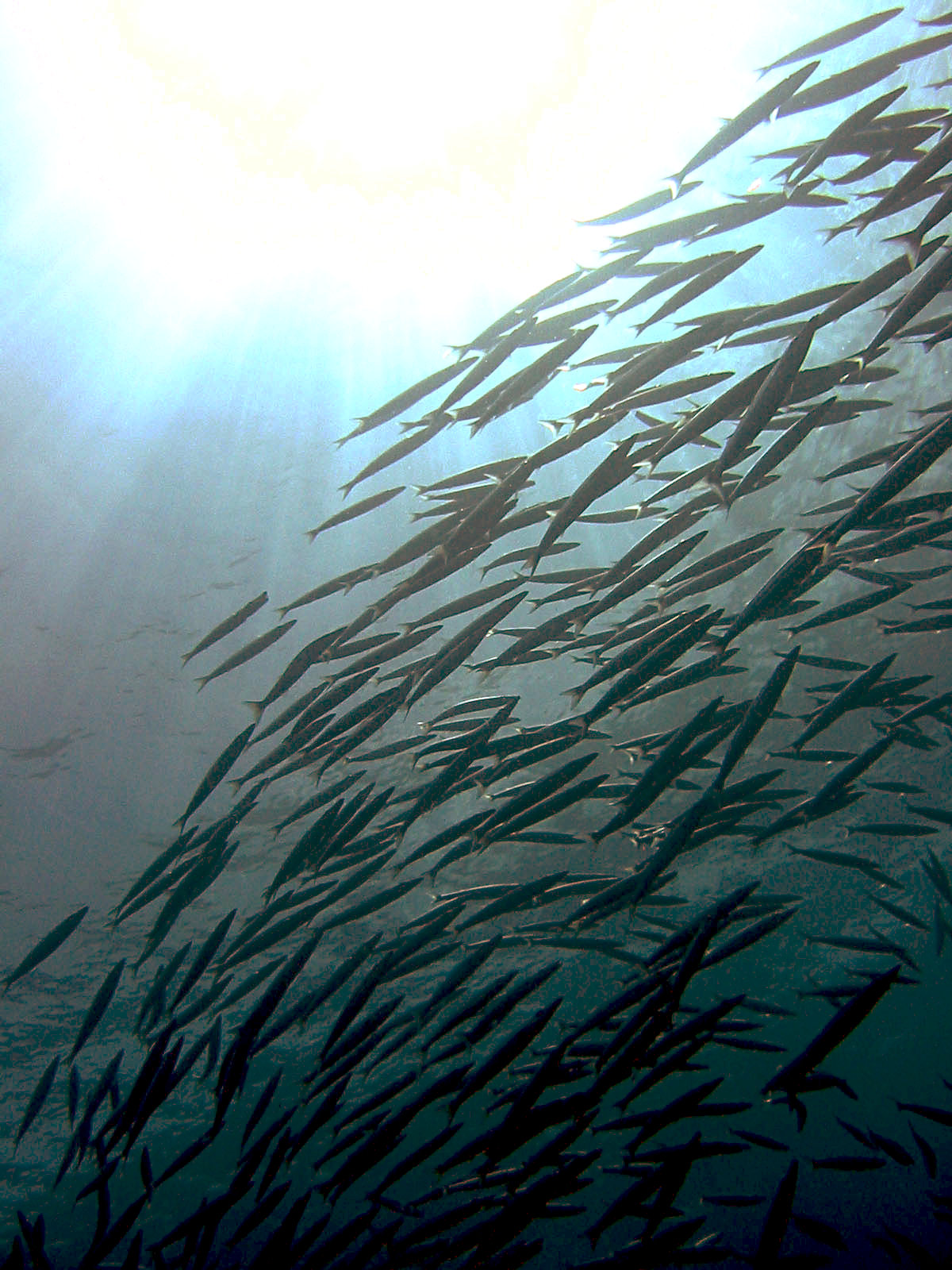
Cá nhồng đuôi vàng bơi theo bầy, Dahab